# Magica De Spell
Magica De Spell (conocida como Mágica o Mágica de Hechizo en España, Mágica o Magia Roja en cómics de México y Maga Pata o Bruja Amelia en cómics de Chile) es un personaje de ficción del universo del  Pato Donald y  Scrooge McDuck (Rico McPato/Gilito McPato), una bruja creada por Carl Barks, debutando en el cómic "The Midas Touch" (1961). Constantemente roba o trata de robar la primera moneda de Scrooge McDuck, la cual es la primera ganada por este personaje antes de hacerse rico, que ella cree que jugará un papel importante en la obtención mágica de la fabulosa riqueza de su dueño.

## Historia de publicación

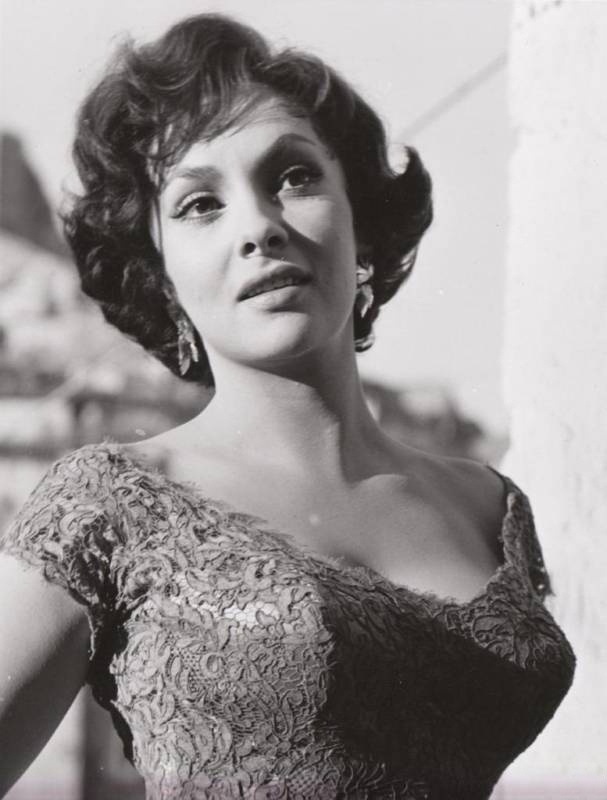
Gina Lollobrigida en los años 60

La bruja apareció por primera vez en "The Midas Touch", publicado en diciembre de 1961. De acuerdo a Barks, intentó crearla como otro personaje recurrente antagónico para Scrooge, además de los Beagle Boys y Flintheart Glomgold. Pero en contraste con la Bruja Hazel de Trick or Treat, o Madam Mim, ella no estaría inspirada en la imagen de las antiguas brujas. Él quería crear una encantadora y atractiva joven, así que se inspiró para su look en la actriz Gina Lollobrigida y Sophia Loren. También quería que fuera seductora, amoral, y de alguna manera amenazante. En una entrevista posterior, Barks identificó una figura similar de la tira de prensa de Charles Addams como otra fuente de inspiración para Magica, Morticia Addams de The Addams Family.
Con todo, Bark dibujó nueve historias con Magica: The Midas Touch en 1961; Ten-Cent Valentine, The Unsafe Safe, y Raven Mad en 1962; Oddball Odyssey, For Old Dime's Sake, e Isle of Golden Geese en 1963; The Many Faces of Magica de Spell y Rug Riders in the Sky en 1964. En este último caso, Barks trató de aumentar la usabilidad del personaje al acceder a otros artefactos mágicos, una alfombra voladora, no siempre teniendo que repetir la broma sobre la primera moneda de Scrooge. Disconforme, diciendo que Magica "exigió una trama fuerte", no la utilizó después de 1964.

## Biografía del personaje
De acuerdo a Barks y sus sucesores, Magica vive en las laderas del Monte Vesubio, cerca de Nápoles, Italia. Su motivación principal es robar la Moneda de Diez Centavos Número Uno de Scrooge, y derretirlo en los fuegos del volcán para convertirlo en un poderoso amuleto mágico, capaz de otorgar el toque de Midas.
A veces se une con los Beagle Boys o su mejor amigo y compañero de casa Mad Madam Mim. También tiene un cuervo llamado Ratface en el cómic. Otros personajes cercanos a Magica incluyen a su abuela, Granny De Spell, quien, a pesar de ser una de las brujas más poderosas, no ha obtenido éxito en obtener la Moneda de Diez Centavos Número Uno. También está su sobrina, Maguita, una niña bruja traviesa que puede ser compañera de juegos y una espina en el costado de Huey, Dewey y Louie, dependiendo de la historia. Magica incluso tiene un aprendiz, Samson Hex. También está Rosalio, un ganso de pocas luces, que dice ser su prometido. Es apoyado por esto por Granny DeSpell, pero siempre es rechazado por Magica. Magica tiene una relación extraña con Scrooge McPato, a veces incluso manifestándose con atracción mutua (algunas versiones mencionan que en realidad Magica esta en secreto enamorada de Scrooge y por eso lo acosa de ese modo). De hecho, en el episodio "Till Nephews do We Part" de la serie Patoaventuras ella y Poe pueden ser vistos siendo invitados a la boda de Scrooge.
A veces, Magica antagoniza al Pato Donald y sus sobrinos cuando no están con Scrooge. También ha antagonizado a Gyro Gearloose, Gladstone Gander, y la Pata Daisy y sus sobrinas en ocasiones.

## Apariciones

### Series de televisión
- Patoaventuras (1987) - Magica apareció como uno de los villanos principales de la serie. Aparece frecuentemente durante la primera temporada, mientras que en la segunda aparece solamente en el episodio "The Unbreakable Bin", siendo su última aparición.
- Pato Darkwing (1991) - Magica De Spell hace un cameo en el episodio "In like Blunt", en una reunión de villanos que quieren conseguir la lista secreta de agentes de S.H.U.S.H.
- Patoaventuras (2017) - Aparece en la forma de una sombra tras la invocación de su sobrina Lena, al final de la primera temporada regresando a su forma normal, convirtiéndose en una villana recurrente.

### Videojuegos
- DuckTales (1989) - En segundo nivel Transylvania, Magica De Spell es el jefe enemigo y se transforma en un buitre.
- DuckTales: The Quest for Gold (1990)
- Lucky Dime Caper (1991) - Magica secuestra a los sobrinos de Donald en la escena 7, siendo el jefe final.
- Donald no Obake Taiji (1993)
- Mickey's Racing Adventure (1999)
- Donald Duck: Goin' Quackers (2000) - Magica aparece como el tercer jefe enemigo.
- Donald Duck Quest Deluxe (2007)
- Disney Think Fast (2008) - Un videojuego de preguntas donde Magica aparece como el segundo personaje jugable secreto.
- DuckTales: Remastered (2013) - Remake del videojuego DuckTales de 1989
- DuckTales: Scrooge's Loot (2013)
- The Duckforce Rises (2015)

### Series de cómics
- Walt Disney's Comics & Stories (Boom! Studios) (1940)
- Walt Disney's Mickey Mouse (Boom! Studios) (1952)
- Walt Disney's Donald Duck (Boom! Studios) (1952)
- Walt Disney's Uncle Scrooge (Boom! Studios) (1953)
- Zè Carioca (abril) (1961)
- Walt Disney's Huey, Dewey and Louie Junior Woodchucks (Gold Key) (1966)
- Walt Disney's Moby Duck (Gold Key) (1967)
- Walt Disney Comics Digest (Gold Key) (1968)
- Uncle Scrooge Adventures (Gladstone) (1987)
- DuckTales (Disney) (1990)
- Disney's Colossal Comics Collection (Disney) (1991)
- Uncle Scrooge : The Hunt For The Old Number One (Boom! Studios) (2010)
- Darkwing Duck (Boom! Studios) (2010)
- Wizards of Mickey (Boom! Studios) (2010)

## Atributos

### Poderes y habilidades
Magica De Spell es una bruja muy poderosa y tiene un número de poderes mágicos, tales como:
La capacidad de teletransportarse en largas distancias, volar, el poder de evocar y transmutar la materia en un nivel sub-molecular, y la habilidad de convertirse en cualquier animal que ella quiera.

### Creencias
A diferencia de otras personas que piensan que la Moneda de Diez Centavos Número Uno es un amuleto de la suerte, Magica no cree que sea la fuente de la riqueza de Scrooge, sino la riqueza de Scrooge ser la fuente de los poderes de la moneda, y trata de robarlo debido a que es la primera moneda obtenida por el pato más rico (o hombre) en la Tierra. Se puede observar cuando ella roba la moneda pero la devuelve cuando se da cuenta de que de alguna manera causó que la moneda perdiera tal condición.
Los ejemplos de tales historias son Of Ducks and Dimes y Destinies, cuando ella viaja en el tiempo para robar la moneda en el mismo día que Scrooge la gana y la devuelve después de darse cuando que por prevenir que Scrooge obtenga la moneda, ella la convertiría en una moneda que nunca le preteneció, o A Little Something Special, cuando ella se une con Beagle Boys en un plan hecho por Blackheart Beagle. Ella devuelve la moneda después de darse cuenta de que Scrooge no podría ser el hombre más rico en la Tierra después que Beagle Boys robaran su dinero. En "Ten-Cent Valentine", se revela que ella cree que la moneda debe permanecer en una sola pieza hasta que ella finalmente la derrite o el hechizo no funciona. Huey, Dewey y Louie engañan a Magica a pensar que se destruyó por una picadora de carne.

## Familia
Aparecen una gran cantidad de familiares en las historias italianas.
- Granny De Spell, la abuela de Magica.
- Rosolio, el primo de Magica.
- Minima De Spell y Maguita, sus sobrinas
- Matilda, la prima adolescente de Magica.
- Adelia, la prima hada de Magica.
- Poe De Spell, hermano menor (gemelo según el reboot de Patoaventuras).